# 馬公市
馬公市，清代舊稱為「媽宮」、「娘媽宮」或「東西澳」，前二者得名自澎湖天后宮，後者源自清代行政分區名稱，前身為「馬公鎮」，位於澎湖本島西半部，澎湖縣縣治所在地，澎湖群島的政經文化及交通中心，東鄰湖西鄉，全市面積約有34平方公里，人口約有6.4萬人，是澎湖縣面積最大、人口最多的地區。
1945年將馬公街改制澎湖縣馬公區馬公鎮，直至1981年因屬縣治所在地而改制為縣轄市，使其成為臺灣唯一座落於離島的市，以及離島地區的最大都市。

## 市名緣由

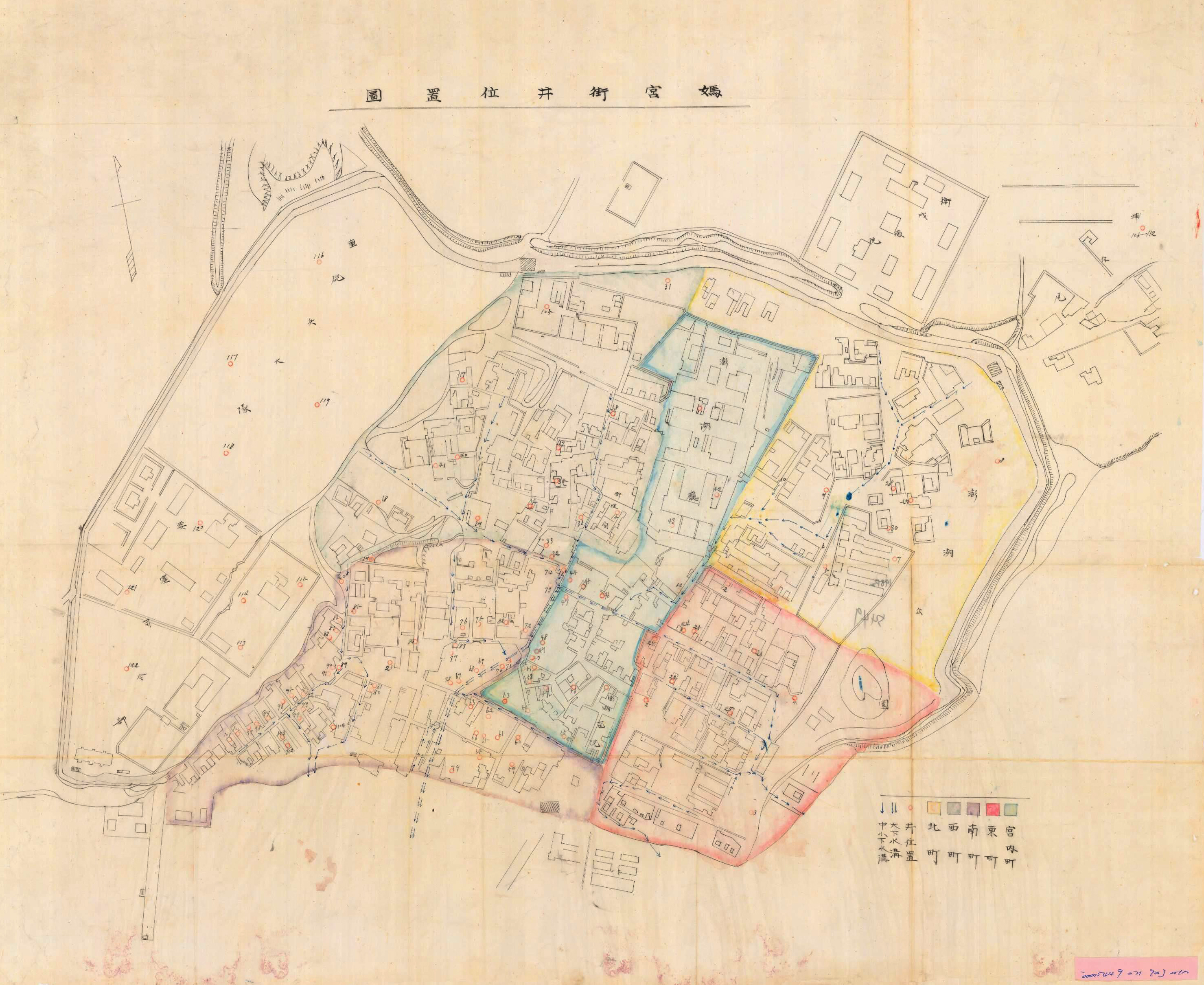
媽宮街井規劃平面圖，圖上標示媽宮五個通稱町名，分別為宮內町、北町、東町、南町、西町（1912）。

馬公地區位於澎湖本島（大山嶼）西部，古稱「媽宮嶼」（Má-king-sū），自古便是避風港。早於明清文獻，便有「娘宮」、「媽澳」、「媽祖臺」、「祖媽宮」、「馬祖澳」等記載，其中以「媽宮」最為常見。由於島上在明朝萬曆年間便有祭祀媽祖的澎湖天后宮，故「媽宮」應與媽祖信仰有所關聯，隨後也從地方廟宇擴大成當地地名概念。:143
1920年（大正九年），台灣總督府第八任台灣總督田健治郎推動行政區域改制，原澎湖廳改組成澎湖郡，澎湖郡轄下的「媽宮」便仿其音，轉稱「馬公」，沿用迄今。:143:98-100
二戰結束後，馬公市民間一直有復名的聲浪，不少人認為「媽宮」之名才有城市歷史的延續感，主張從「馬公市」復名回「媽宮市」，亦便於子孫追溯故鄉的文化淵源。

## 歷史

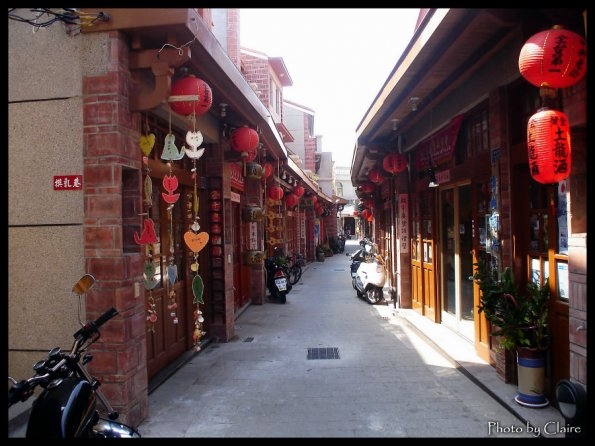
中央老街

自康熙二十三年（1684年）清廷領有澎湖之後，媽宮街因瀕臨港灣，常有軍隊駐紮，四季皆可停泊船隻，商業活動頻繁，漸漸發展成熱鬧的市街，在乾隆朝形成所謂「七街一市」，市街活動多由官府和班兵把持，駐紮澎湖約有七個標營，各自設有廟館伙房廣布於媽宮四周，造成軍民雜處的亂象:57-62。道光朝之後，地方教育和商業發展漸趨蓬勃:127-129、到光緒年間，媽宮已發展成「十街二市」的規模。
媽宮城含括的濱港區域，由「東甲」、「南甲」和「北甲」組成，當時合稱作「媽宮三甲」。約莫於道光年間（1821年－1850年），媽宮僅有「東甲」（官署區）和「南甲」（港埠區）兩個聚落形成。媽宮東甲因與官方政府關係密切，很早便有奉祀玄天上帝、此具備軍事色彩的神祇當作聚落的信仰中心（東甲北極殿）。南甲最初的領域則含括媽宮西半部，如火燒坪、澳仔底以及測天島（小案山）等地，一同集結成神明會的組織；然後在同治三年（1864年）海靈殿落成，確立南甲為一獨立祭祀圈或生活圈的態勢儼然成形；由於海靈殿起建全由民間出資，也成為民間勢力崛起的表徵。

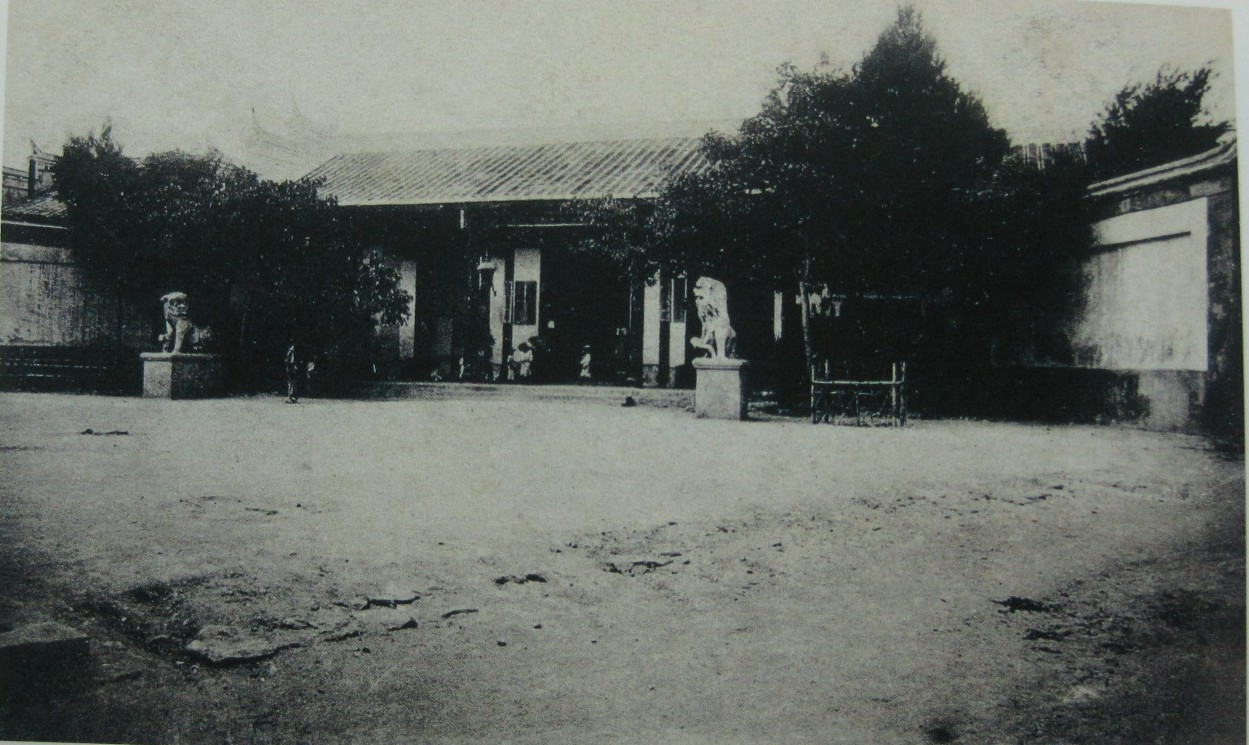
清末澎湖總鎮署衙門（今馬公市仁愛路與建國路附近）

「北甲」聚落的形成時間稍晚，大約於清領末期才有祭祀「朱府王爺」的神明會組織，直到日治時期的明治三十二年（1899年）才正式起建北甲的角頭廟（北甲北辰宮）。綜論媽宮三甲的聚落，約在光緒十三年（1887年），吳宏洛奉旨築城的時候便已存在:56-57。
1981年將馬公港內東北側淺灘填海造陸（今新生路以南區域），1993年完成上述區域馬公第三漁港港區建設。2020年開始規劃將案山淺灘區與測天島北側填海造陸以解決大型郵輪無法停泊的問題
歷年所屬行政區列表
| 起訖年份  | 行政區               |
| 1920~1926 | 高雄州澎湖郡馬公街   |
| 1926~1945 | 澎湖廳馬公支廳馬公街 |
| 1945~1946 | 澎湖縣馬公區馬公鎮   |
| 1946~1981 | 澎湖縣馬公鎮         |
| 1981~     | 澎湖縣馬公市         |

## 地理

### 氣候
馬公市屬亞熱帶季風氣候。
| 馬公市(1981年-2010年) | 馬公市(1981年-2010年) | 馬公市(1981年-2010年) | 馬公市(1981年-2010年) | 馬公市(1981年-2010年) | 馬公市(1981年-2010年) | 馬公市(1981年-2010年) | 馬公市(1981年-2010年) | 馬公市(1981年-2010年) | 馬公市(1981年-2010年) | 馬公市(1981年-2010年) | 馬公市(1981年-2010年) | 馬公市(1981年-2010年) | 馬公市(1981年-2010年) |
| 月份                  | 1月                   | 2月                   | 3月                   | 4月                   | 5月                   | 6月                   | 7月                   | 8月                   | 9月                   | 10月                  | 11月                  | 12月                  | 全年                  |
| --------------------- | --------------------- | --------------------- | --------------------- | --------------------- | --------------------- | --------------------- | --------------------- | --------------------- | --------------------- | --------------------- | --------------------- | --------------------- | --------------------- |
| 历史最高温 °C（°F）   | 25.5 (77.9)           | 27.8 (82.0)           | 30.1 (86.2)           | 35.3 (95.5)           | 38.9 (102.0)          | 39.5 (103.1)          | 40.0 (104.0)          | 39.8 (103.6)          | 39.2 (102.6)          | 37.6 (99.7)           | 34.4 (93.9)           | 30.0 (86.0)           | 40.0 (104.0)          |
| 平均高温 °C（°F）     | 19.3 (66.7)           | 19.6 (67.3)           | 22.4 (72.3)           | 26.0 (78.8)           | 28.8 (83.8)           | 30.6 (87.1)           | 32.0 (89.6)           | 31.8 (89.2)           | 30.7 (87.3)           | 28.1 (82.6)           | 24.8 (76.6)           | 21.1 (70.0)           | 26.3 (79.3)           |
| 日均气温 °C（°F）     | 16.9 (62.4)           | 17.1 (62.8)           | 19.5 (67.1)           | 23.0 (73.4)           | 25.7 (78.3)           | 27.6 (81.7)           | 28.7 (83.7)           | 28.6 (83.5)           | 27.8 (82.0)           | 25.4 (77.7)           | 22.4 (72.3)           | 18.9 (66.0)           | 23.5 (74.3)           |
| 平均低温 °C（°F）     | 15.4 (59.7)           | 15.4 (59.7)           | 17.4 (63.3)           | 20.9 (69.6)           | 23.7 (74.7)           | 25.6 (78.1)           | 26.6 (79.9)           | 26.5 (79.7)           | 25.9 (78.6)           | 23.9 (75.0)           | 20.9 (69.6)           | 17.4 (63.3)           | 21.6 (70.9)           |
| 历史最低温 °C（°F）   | 4.4 (39.9)            | 5.3 (41.5)            | 8.2 (46.8)            | 11.1 (52.0)           | 15.4 (59.7)           | 20.3 (68.5)           | 22.7 (72.9)           | 22.6 (72.7)           | 21.8 (71.2)           | 19.6 (67.3)           | 14.3 (57.7)           | 7.1 (44.8)            | 4.4 (39.9)            |
| 平均降水量 mm（）     | 21.9 (0.86)           | 50.2 (1.98)           | 52.9 (2.08)           | 92.4 (3.64)           | 123.2 (4.85)          | 164.1 (6.46)          | 131.6 (5.18)          | 170.8 (6.72)          | 74.2 (2.92)           | 26.1 (1.03)           | 20.1 (0.79)           | 23.5 (0.93)           | 951.0 (37.44)         |
| 平均相對濕度（％）    | 80.5                  | 82.4                  | 83.1                  | 83.4                  | 84.5                  | 86.6                  | 85.1                  | 85.5                  | 81.2                  | 78.1                  | 78.0                  | 78.7                  | 82.3                  |
| 月均日照時數          | 112.9                 | 96.7                  | 124.7                 | 157.2                 | 172.5                 | 199.6                 | 260.8                 | 240.1                 | 225.3                 | 183.9                 | 131.1                 | 117.3                 | 2,022.1               |
| 来源：中央氣象局      |                       |                       |                       |                       |                       |                       |                       |                       |                       |                       |                       |                       |                       |

### 人口
根據澎湖縣政府民政處及內政部戶政司統計，2024年底馬公市戶數約2.7萬戶，人口約6.4萬人，人口密度每平方公里約1,885人，是澎湖縣人口最多、人口密度最高的行政區，也是縣內唯一人口密度每平方公里超過1,000人的行政區。市內人口最多與最少的里分別是西衛里與桶盤里，2024年底兩里人口分別為7,306人與394人，其中西衛里也是澎湖縣人口第一大村里，與朝陽里、光榮里、東文里、西文里並列澎湖縣人口前五大村里。馬公市人口的年齡構成中，0至14歲人口佔比10.49%，15至64歲人口佔比71.20%，65歲以上人口則佔比18.30%，老化指數約為174.46%，是澎湖縣人口老化程度最低的行政區，也是臺灣幼年人口佔比最低的縣轄市。

## 政治

### 歷任市長
| 屆次 | 姓名   | 黨籍                      | 就任時間       | 卸任時間       | 備註               |
| 1    | 謝界和 |                           | 1981年12月25日 | 1982年3月1日   | 首任，馬公鎮長改聘 |
| 2    | 王乾同 | 中國國民黨                | 1982年3月1日   | 1986年3月1日   |                    |
| 3    | 王乾同 | 中國國民黨                | 1986年3月1日   | 1990年3月1日   |                    |
| 4    | 楊國夫 |                           | 1990年3月1日   | 1994年3月1日   |                    |
| 5    | 楊國夫 | 1994年3月1日              | 1998年3月1日   |                |                    |
| 6    | 許麗音 | 民主進步黨                | 1998年3月1日   | 2002年3月1日   |                    |
| 7    | 王乾發 | 中國國民黨                | 2002年3月1日   | 2006年3月1日   |                    |
| 8    | 蘇崑雄 | 無黨籍→ 中國國民黨        | 2006年3月1日   | 2010年3月1日   |                    |
| 9    | 蘇崑雄 | 中國國民黨                | 2010年3月1日   | 2014年12月25日 |                    |
| 10   | 葉竹林 | 無黨籍→ 中國國民黨→無黨籍 | 2014年12月25日 | 2018年12月25日 |                    |
| 11   | 葉竹林 | 無黨籍→ 中國國民黨→無黨籍 | 2018年12月25日 | 2022年12月25日 |                    |
| 12   | 黃健忠 | 民主進步黨                | 2022年12月25日 | 現任           |                    |

### 市政組織
馬公市公所是澎湖縣馬公市最高層級的地方行政機關，在中華民國政府架構中為縣轄市自治的行政機關，同時負責執行縣政府及中央機關委辦事項，馬公市的自治監督機關為澎湖縣政府。市長由全體市民直接選舉產生，任期為四年，可連選連任一次。馬公市公所並置市政會議，為市政最高決策機構，在市長之下，設有6課3室等9個內部單位及3個附屬機關。
馬公市民代表會是馬公市的最高民意機關，代表馬公市全體市民立法和監察市政。市民代表由公民直選選出，任期為四年，可連選連任。共有12位市民代表，第一選區1席市民代表、第二選區5席市民代表、第三選區4席市民代表、第四選區2席市民代表，主席、副主席由12位市民代表互選產生。
馬公市為澎湖縣議會第一選區，在澎湖縣議會19席縣議員中，馬公市共選出11席縣議員。

### 行政區

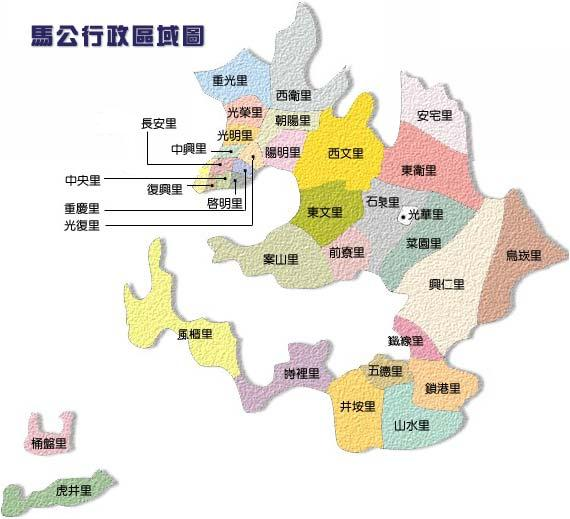
馬公市行政區劃

1945年（民國34年），國民政府將「馬公街」改為「馬公鎮」，下設里。
1981年（民國70年），馬公鎮升格為馬公市，共轄34里。
2010年（民國99年）2月1日，馬公市新復里併入復興、長安里，減少1里，所轄變更為33里，轄有：石泉里、光明里、光復里、光華里、光榮里、安宅里、西文里、西衛里、東文里、東衛里、虎井里、長安里、前寮里、重光里、中央里、復興里、中興里、啟明里、桶盤里、重慶里、朝陽里、陽明里、案山里、菜園里、烏崁里、興仁里、鎖港里、山水里、鐵線里、嵵裡里、井垵里、風櫃里、五德里。其中，虎井里與桶盤里為馬公市離島虎井嶼和桶盤嶼，自成一里，其餘皆在澎湖本島上。

## 宗教
- 澎湖縣馬公市寺廟列表
- 台灣基督長老教會高雄中會
  - 澎湖宣教中心（含平安基金會澎湖辦事處）
  - 馬公教會
  - 新生教會
  - 啟明教會
  - 虎井教會

## 教育

### 大學
- 國立澎湖科技大學

### 高級中等學校
- 國立馬公高級中學
- 國立澎湖高級海事水產職業學校

### 國民中學
- 澎湖縣立馬公國民中學 （页面存档备份，存于）
- 澎湖縣立文光國民中學
- 澎湖縣立中正國民中學 （页面存档备份，存于）
- 澎湖縣立澎南國民中學 （页面存档备份，存于）

### 國民小學
- 澎湖縣馬公市馬公國民小學 （页面存档备份，存于）
- 澎湖縣馬公市文澳國民小學 （页面存档备份，存于）
- 澎湖縣馬公市風櫃國民小學 （页面存档备份，存于）
- 澎湖縣馬公市中山國民小學 （页面存档备份，存于）
- 澎湖縣馬公市五德國民小學 （页面存档备份，存于）
- 澎湖縣馬公市興仁國民小學 （页面存档备份，存于）
- 澎湖縣馬公市中正國民小學 （页面存档备份，存于）
- 澎湖縣馬公市石泉國民小學

（页面存档备份，存于）
- 澎湖縣馬公市中興國民小學 （页面存档备份，存于）
- 澎湖縣馬公市東衛國民小學 （页面存档备份，存于）
- 澎湖縣馬公市山水國民小學 （页面存档备份，存于）
- 澎湖縣馬公市馬公國民小學虎井分部（原虎井國小，2024年併入馬公國小）
- 澎湖縣馬公市文光國民小學 （页面存档备份，存于）
- 澎湖縣馬公市嵵裡國民小學 （页面存档备份，存于）

## 交通

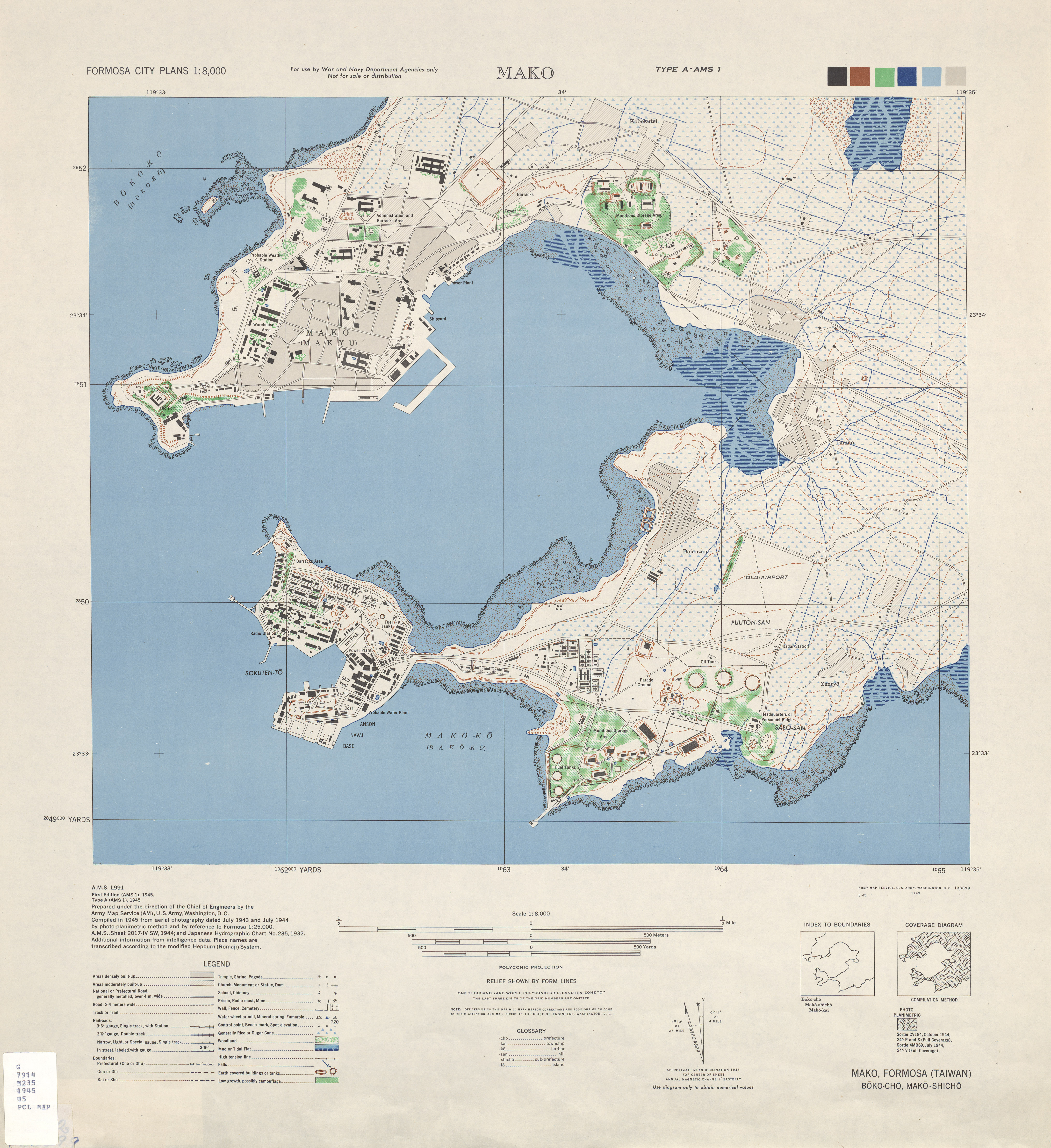
1945年美軍所繪製的馬公全景地圖

### 航空
- 澎湖機場（實際位於湖西鄉）

### 海運
- 馬公港

### 公路
- 縣道201號
- 縣道202號
- 縣道203號
- 縣道204號
- 縣道205號

## 旅遊

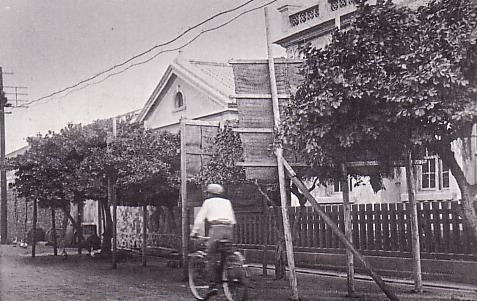
日本統治時期的馬公

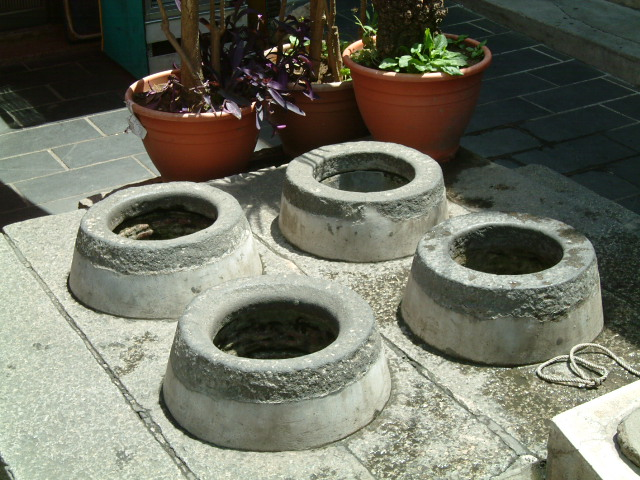
澎湖縣最為古老的四眼井：建於1592年，位於馬公市中央老街的最北端

- 澎湖天后宮：中央里正義街1號
- 文澳城隍廟：西文里3鄰25號
- 媽宮城隍廟
- 风柜洞
- 澎湖觀音亭：介壽路7號
- 四眼井：中央街40號
- 馬公篤行十村
- 東衛石雕公園
- 天人湖
- 蔡廷蘭進士第
- 金龜（龍）頭砲臺
- 桶盤玄武岩石柱
- 鎖港紫微宮
- 鎖港南北石塔
- 山水沙灘
- 山水吼洞
- 嵵裡海水浴場/嵵裡沙灘
- 青灣仙人掌公園

## 國際交流

### 姐妹市
- 臺北縣新店市（今新北市新店區）
- 南投縣南投市

## 外部連結
- 馬公市公所 （页面存档备份，存于）
- 中央氣象局24H全天監視即時影像(含澎湖觀音亭)
- OpenStreetMap上有關馬公市的地理